# Période de Silla unifié

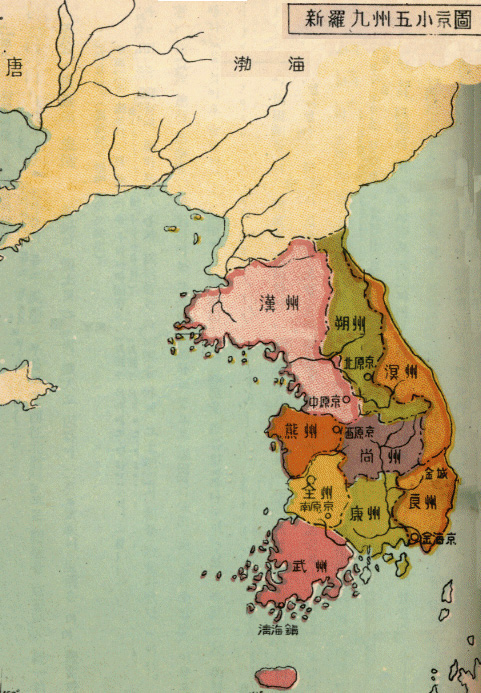
Neuf états en Silla unifié au VIIIe siècle.

En Corée, on nomme période de Silla unifié (ou Grand Silla) la période d'unification de la péninsule en un seul royaume, Silla, période qui s'étend du dernier tiers du VIIe au Xe siècle. Elle est précédée par le royaume de Silla (Ier siècle AEC - dernier tiers du VIIe siècle). Elle est suivie par une période d'instabilité, voire d'anarchie, qui va de 892, selon les uns, ou de 918, selon les autres, à 936 avec l'émergence de la dynastie de Goryeo (Koryŏ) ; cette courte période est nommée Trois Royaumes tardifs.

## Découpage chronologique
Les historiens anglo-saxons et coréens prennent en un unique ensemble, les différents moments du royaume de Silla, y compris l'État de Saro. Ils retiennent : un Silla initial (Early period) 57 AEC-654 EC, un Silla moyen (Middle period) 654-780 et un Silla final, (Late period) 780-935. Pour cette raison on pourra se reporter à l'article « Silla (Corée) », qui présente une partie correspondant à « Silla unifié ».
Depuis la partition de la Corée, en 1945, les Coréens utilisent de plus en plus le terme période de Silla Unifié, même si le nord de la péninsule n'était pas sous le contrôle de Silla. C'est bien évidemment par nostalgie pour une époque prospère où leur nation vivait en un seul État que cette terminologie a été choisie.

## Histoire

### Origines
Le royaume de Silla, en tant qu'entité politique unifiée, se construit au Ier siècle apr. J.-C. sous le nom de royaume de Saro. Il abandonne cette première dénomination pour celle de Silla au début du Ve siècle. L’unification de la grande Chine, amorcée dès 581 par la dynastie Sui, et poursuivie par la dynastie Tang, à partir de 618, encourage également le processus d’unification de peuples et de nations trop petites sur la péninsule coréenne, face à ce géant voisin.  De taille réduite, celui-ci réussit à s'imposer face à ses voisins et à les conquérir les uns après les autres : Gaya (en 562 et 567), Baekje (en 660) et Koguryŏ (en 668) avant d'expulser les Chinois Tang de la péninsule en 676.
C'est donc dans le dernier tiers du VIIe siècle que commence la période de Silla Unifié. L’unification de la grande Chine, amorcée dès 581 par la dynastie Sui, et poursuivie par la dynastie Tang, à partir de 618, stimule la Corée à faire de même. Ce processus d'unification de peuples et de nations est fréquent tout au long de l'histoire des civilisations car il permet très souvent une ère de paix et de prospérité.

### Unification
Après l'unification de la péninsule en 672 par Munmu, le trentième roi de Silla, le royaume de Silla connut un siècle de prospérité, sa civilisation atteignant un haut degré de développement. L'alliance avec la Chine des Tang permit à Silla de prospérer dans la paix.
Après des luttes pour le contrôle des territoires du nord qui durèrent jusqu'en 735, le milieu du VIIIe siècle fut le commencement d'une période d'instabilité : les aristocrates se déchiraient entre eux, des rébellions éclatèrent, voulant rétablir les anciens royaumes de Baekje et Koguryŏ.
La capitale de Silla, Kumsong (actuelle Gyeongju, 慶州), devint florissante et compta peut-être jusqu'à 1 million d'habitants[réf. nécessaire].

### Le Balhae
Au nord de la péninsule, sur la frontière nord de Silla Unifié, un général du royaume de Koguryo, Dae Jo-yeong, chassa les Chinois Tang de Mandchourie et créa le royaume de Balhae (Parhae) en 698, approximativement sur la région en partie occupée autrefois par les tribus Puyŏ. Ce royaume était peuplé de Coréens de Koguryŏ et de Malgales. Il repousse une offensive Silla-Tang en 733. Mais il est abattu par les Khitan en 926. Dans leur poussée, les Khitan envahissent Silla et sèment la terreur.
Ce royaume possédait cinq capitales régionales, et s'étendait de l'Amour à la Mandchourie. Il eut des relations diplomatiques avec le Japon et Byzance.

### La fin de la dynastie de Silla
Le titre royal perdit peu à peu de son importance, avec l'incapacité de ses titulaires à s'imposer face aux aristocrates qui se déchiraient entre eux. Le royaume de Baekje postérieur fut fondé en 900 ; en 901, c'est au tour du Koguryo postérieur. Finalement, la dynastie de Silla abandonna le pouvoir en 918 à un de ses généraux, Wanggeon ou Wang Kon. Ce général qui était également un riche marchand, fonda une nouvelle dynastie, déplaça sa capitale à Song-ak (actuelle Kaesong) et lança une reconquête du Koguryo. Il s'appuie sur les structures administratives de Silla, épouse la fille du dernier roi. Le nom de cette période de tentative de reconquête est la période Goryeo, en référence au royaume Koguryo ; c'est également ce nom qui est à l'origine de l'actuelle nom de la Corée.
La période d'instabilité, voire d'anarchie, qui va de 892, selon les uns, ou de 918, selon les autres, à 936 avec l'émergence de la dynastie de Koryŏ, est nommée Trois Royaumes tardifs.

## Société et culture

### Société
La société de Silla était fortement hiérarchisée, et les différentes classes sociales de plus en plus hermétiques. Le système des os déterminait le rang de chacun dans la société et les fonctions éligibles auxquelles il pouvait prétendre[précision nécessaire]. La plupart des nobles de Koguryo et de Paekche sont entrés dans l'administration ou ont adopté le système des os.
Les caractères chinois commencent à être utilisés pour écrire le coréen. Une nouvelle forme littéraire apparaît : les Hyangga, qui sont des poèmes sacrés incantatoires.

### L'art de Silla unifié

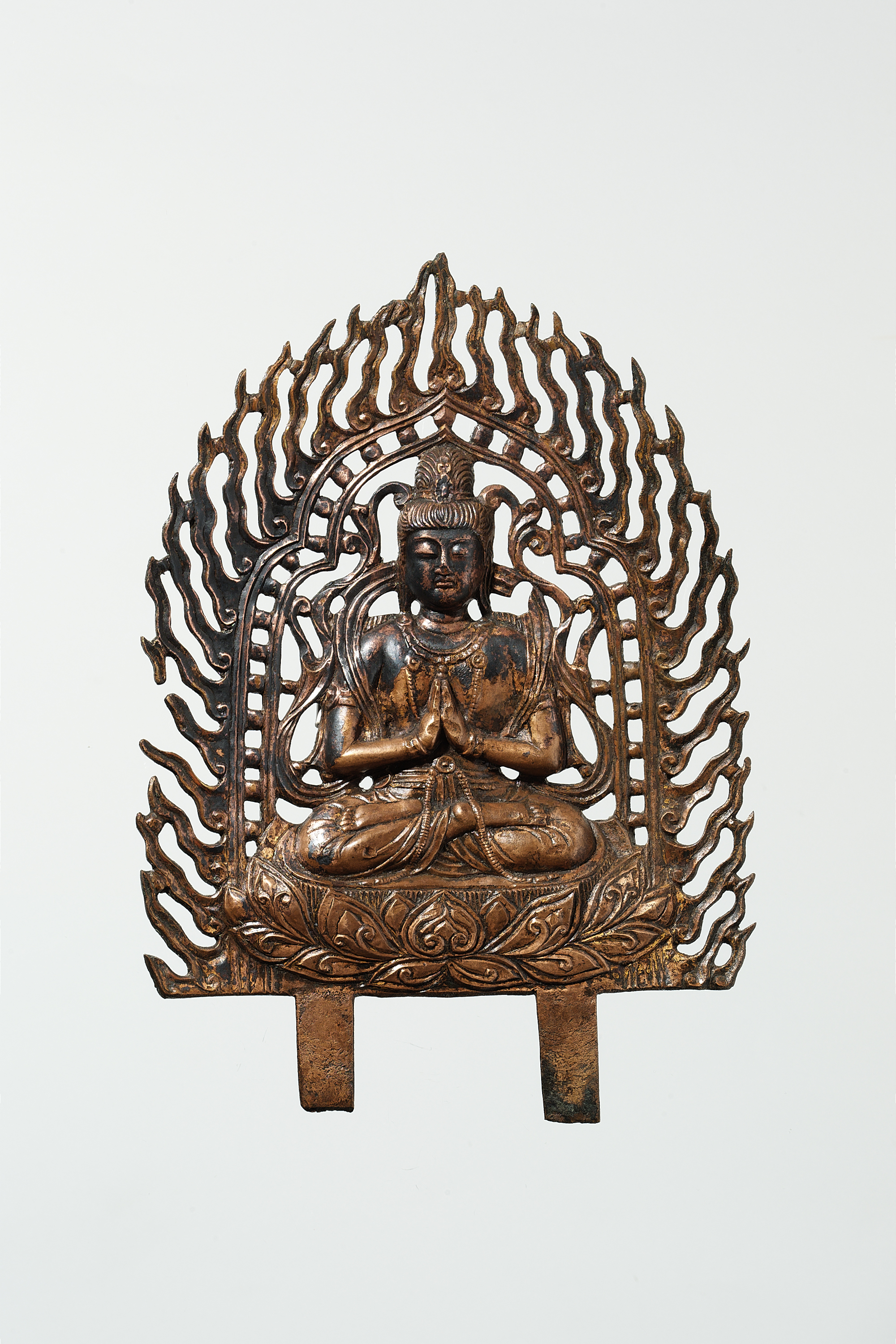
Bodhisattva aux mains jointes. Plaque bordée de flammes ajourées. Bronze doré, H. 24 cm, v. 680
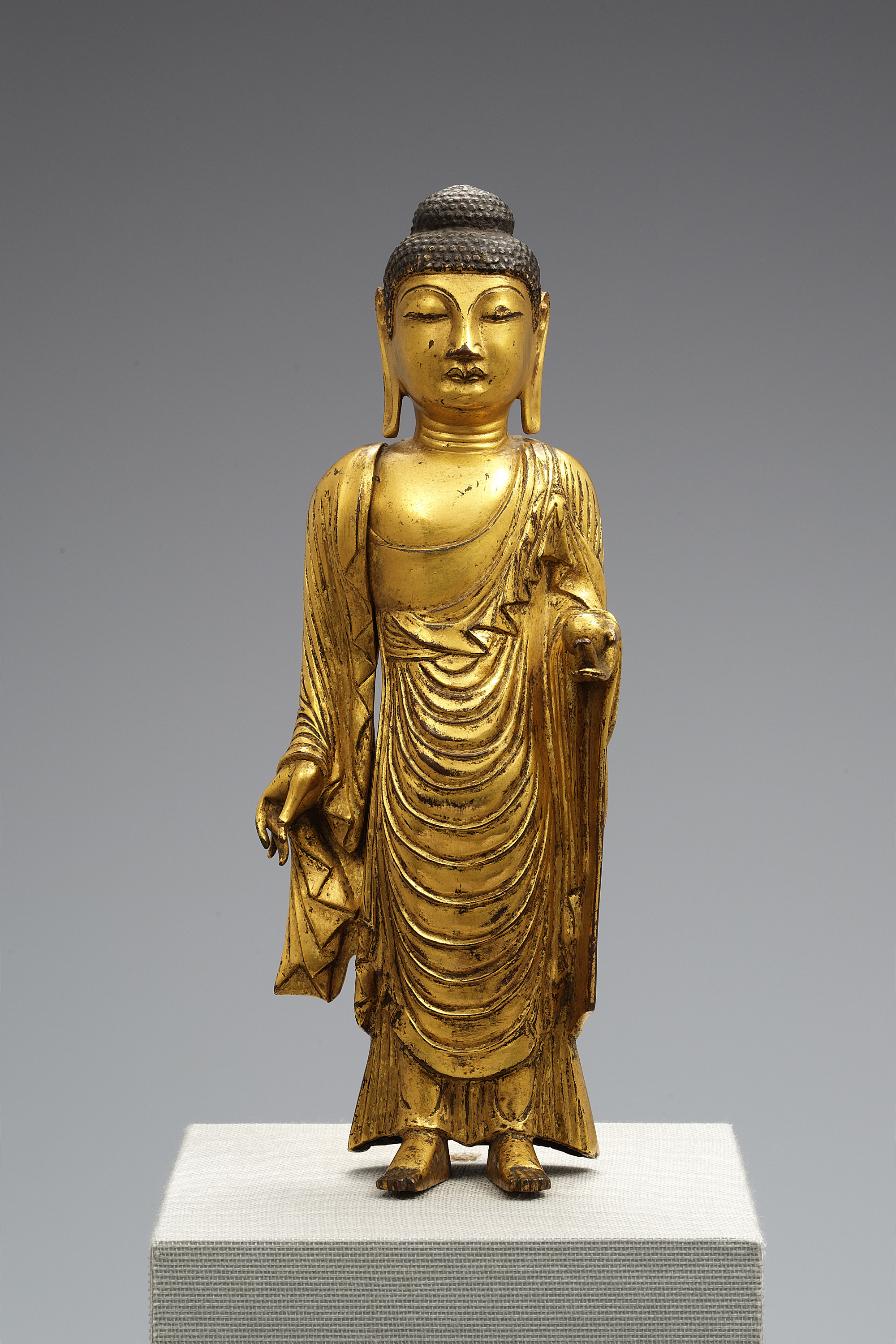
Bhaishajyaguru, ou « Bouddha de médecine ». Bronze dorée, H. 29,2 cm. Début du VIIIe siècle
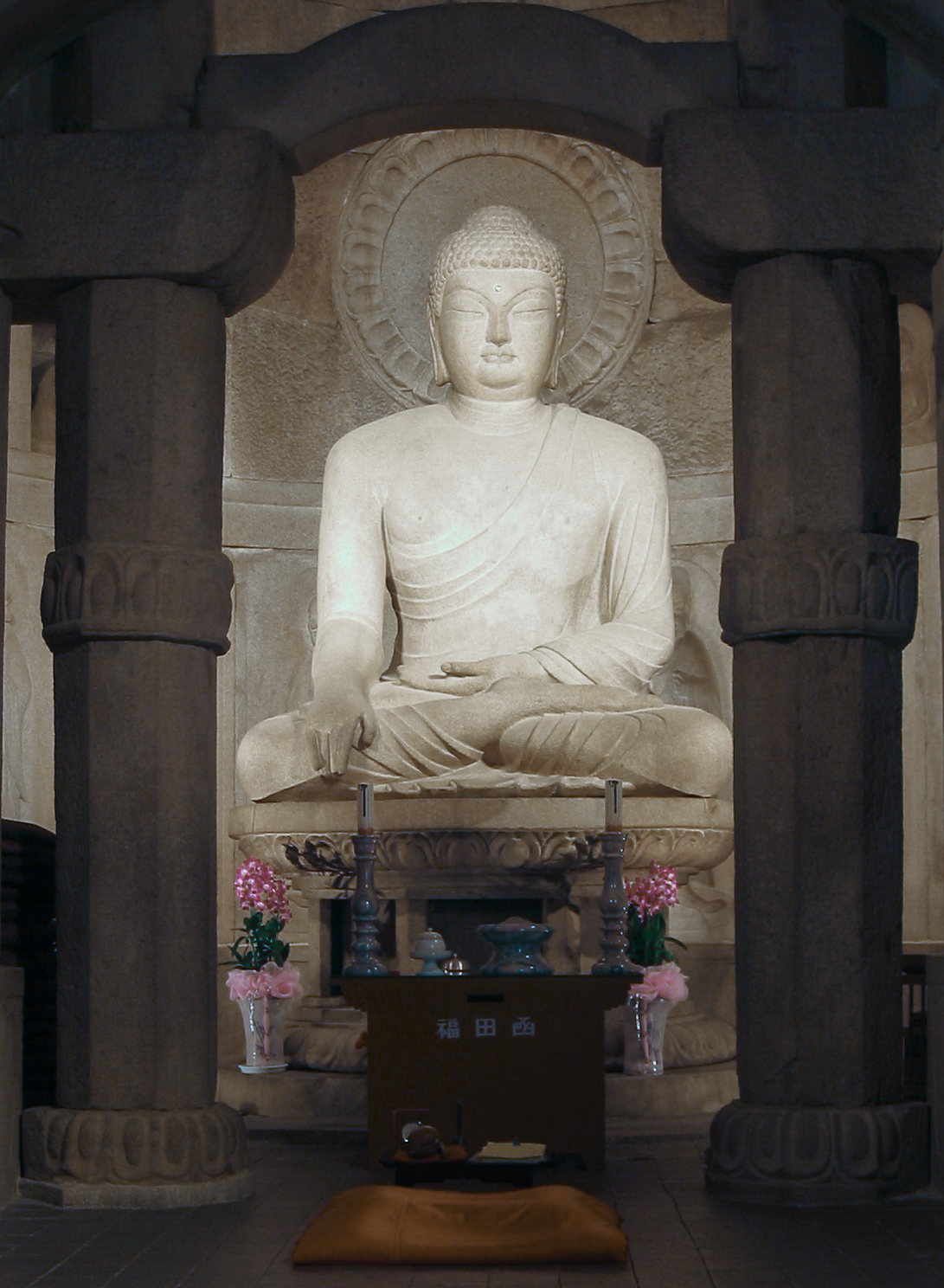
Bouddha du sanctuaire de Seokguram, depuis le vestibule. vers 751. Granit, H. 3,60 m
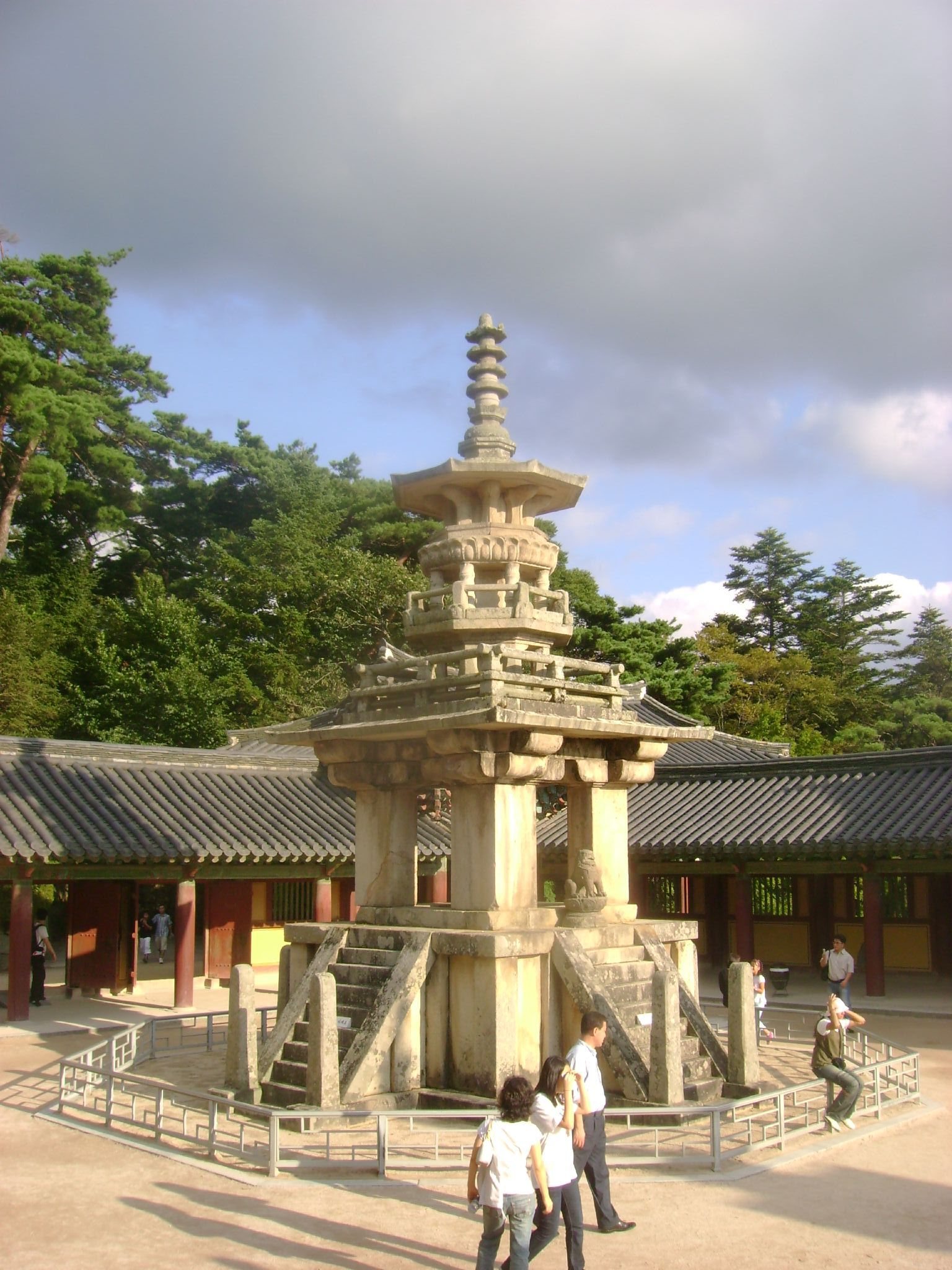
Pagode Dabotap du temple Bulguksa. H. 10,4 m
Bouddha assis. Royaume de Silla Unifié, période tardive, VIIIe – IXe siècle. Fonte, H. 150 cm. Musée national de Corée
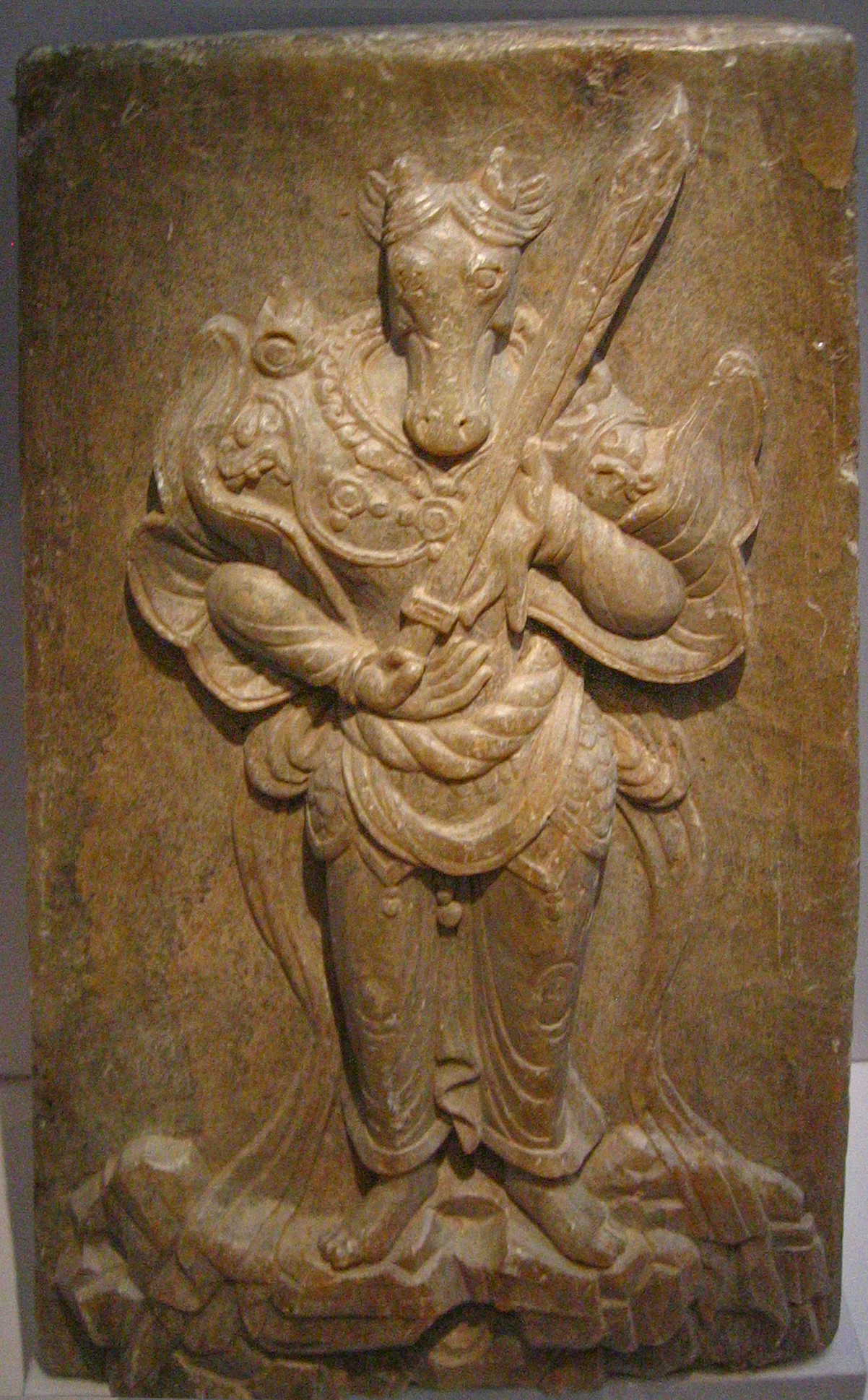
Figure du zodiaque : le "cheval". VIIIe siècle. Talc, H. 38,2 cm. Musée national de Corée